# عليجان (أوجان الغربي)
علیجان (بالفارسية: علیجان) هي منطقة سكنية تقع في إيران في قسم أوجان الغربي الريفي. يقدر عدد سكانها بـ 284 نسمة .